# Río Safarujo
El río Safarujo o Sobral es un río del oeste de la península ibérica que discurre por el distrito de Lisboa, en Portugal. 

## Curso
El Safarujo nace en Malveira (Mafra), atraviesa el bosque de la Tapada de Mafra, pasa por Sobral da Abelheira y tiene su desembocadura en el Océano Atlántico, en la playa de São Lourenço, en Ribamar.

## Afluentes
- Ribeiro de Chança
- Ribeiro de Barbastel
- Ribeiro da Picanceira
- Ribeiro do Vale do Inferno
- Ribeiro das Maias